# 성동명조체
성동명조체는 서울시 성동구에서 공개한 글꼴이다. 한글 2350자, 영문 94자, 특수기호 986자가 포함되어 있다. 받침이 있는 글자와 없는 글자의 크기가 다른 것이 특징이다.